# Erythroxylum williamsii
Erythroxylum williamsii är en tvåhjärtbladig växtart som beskrevs av P.C. Standley och T. Plowman. Erythroxylum williamsii ingår i släktet Erythroxylum och familjen Erythroxylaceae. Inga underarter finns listade i Catalogue of Life.